# Jesper Svenbro

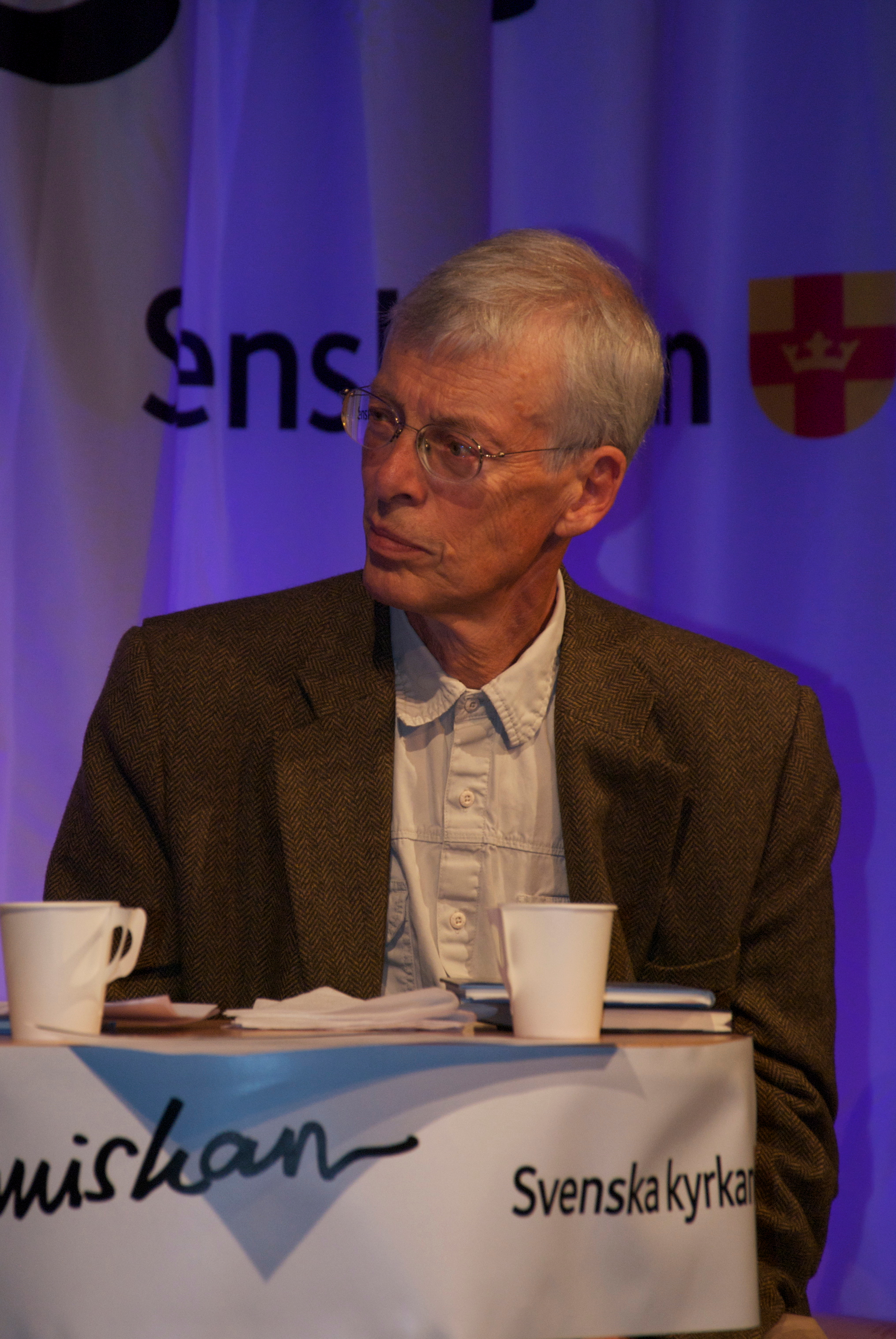
Jesper Svenbro 2011.

Jesper Svenbro (nacido el 10 de marzo de 1944 en Landskrona, Suecia), poeta e investigador literario sueco, es miembro de la Academia Sueca desde el año 2006. 

## Trayectoria

### Helenista
Tras completar el bachillerato en su ciudad natal, Svenbro estudió latín y griego en la Universidad de Lund y comenzó su doctorado en la de Yale (1969-1970), que continuó luego en la de Lund hasta 1976, período durante el cual residió tres años en Roma. 
Culminó su doctorado en 1976 con la tesis doctoral, La parole et le marbre, escrita en francés y que trata del surgimiento de la poética griega. Se trasladó a París en 1977, donde trabajó desde entonces como investigador en el Centro Louis Gernet.  
La retomaría en 1988 en el hoy famoso estudio antropológico-cultural Phrasikleia, traducido a varias lenguas, donde estudia la manera de leer de los antiguos griegos. 
Es director de investigación del Centre National de la Recherche Scientifique (CNRS), y miembro del Centre Louis Gernet de París). Reside en Thorigny-sur-Marne, en las afueras de la capital francesa.

### Poeta y ensayista
Siendo estudiante publicó en 1966, con solo 22 años, una colección de poesía, Es hoy cuando sucede, en el que se mueve desde una temática europea (“Un poema sobre Europa”), hasta otros textos centrados en el norte de Suecia. Su segunda colección de poesía tardó trece años en llegar, ya que recién en 1979 publicó Elementos para una cosmología y otros poemas, con influjo de la herencia griega clásica y también de la francesa moderna metapoética, sobre todo representada por el francés Francis Ponge, a quien dedicó el ensayo Desde el punto de vista de los objetos en 1977. Representa una orientación más anglosajona de la metapoesía, de la que Göran Printz-Påhlson fue figura central.
Sus siguientes libros de poesía son Särimner, de 1984, Hermes el ganadero de 1991, y El Apolo lapón y otros poemas, de 1993. El segundo de los nombrados representa la culminación de la línea metapoética en Suecia. Pero también fue el punto final de esta orientación en Svenbro, quien luego se desplazará hacia otras formas literarias.
En 1994 publica Azul, considerado un libro de transición, donde introduce contenidos autobiográficos. Le siguió su libro de poesía más voluminoso hasta el momento, Recibiendo la noticia de que Santo Bambino di Aracoeli finalmente ha sido robado por la mafia, publicado en 1996, en el que se destaca el trabajo sobre la infancia y la memoria, así como su preocupación por mantener su lengua materna al residir en el extranjero y hablar varios idiomas. 
En 1999 publica Caminos de hormigas, su primer ensayo en lengua sueca, y en 2002 le sigue La lógica de las mariposas. Hasta entonces su obra ensayística siempre había sido escrita en francés. Luego escribió textos para el libro del fotógrafo sueco Lennart af Petersens La luz y el espacio (2004), con fotografías de Roma del año 1949. 
Sus últimos libros de poesía son Instalación con bandera en miniatura (1999), Mi padre el Pastor (2001) y El cielo y otros descubrimientos (2005). 
Fue elegido miembro de la Academia Sueca el 5 de octubre de 2006, y tomó posesión del cargo el 20 de diciembre de ese mismo año, sucediendo al poeta Östen Sjöstrand en el sillón número 8. 
Algunos de los galardones que ha obtenido son el Premio de la Lírica de la Radio Sueca en 1993, el Premio Bellman en 2000, el Premio Ekelöf en 2001 y el Premio Övralid en 2005. 